# Biserica de lemn din Valea Loznei

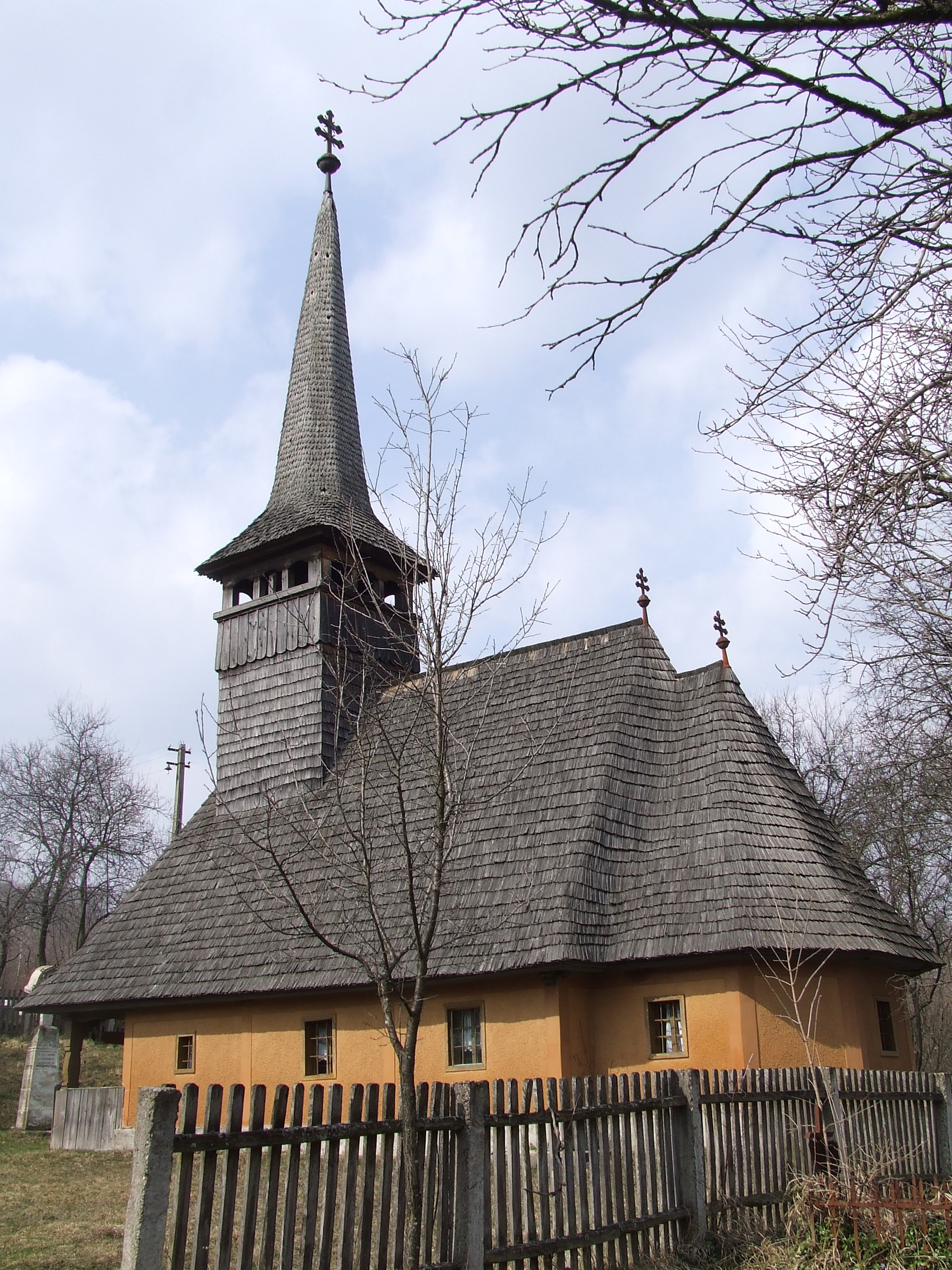
Biserica de lemn din Valea Loznei. Foto: 2007

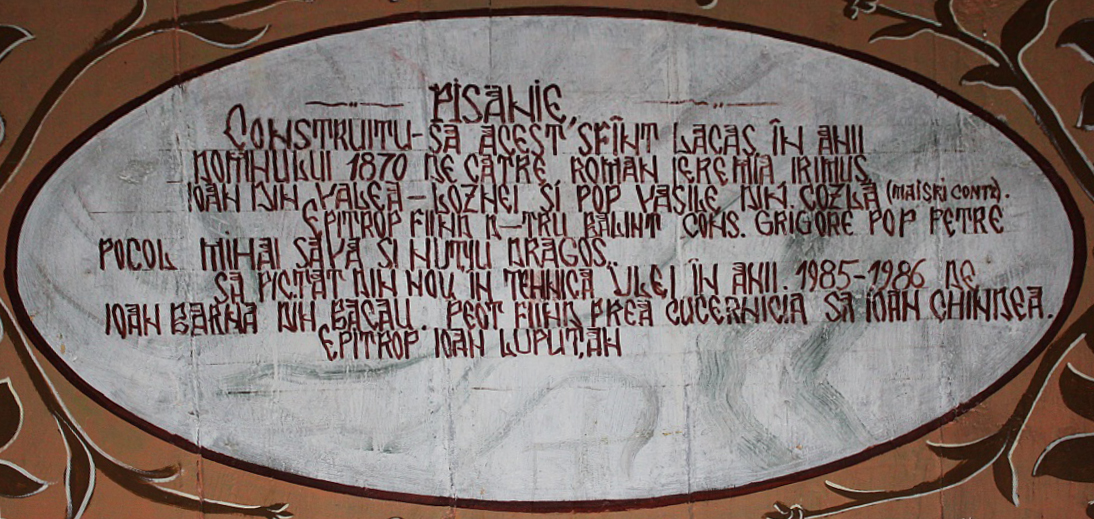
Biserica de lemn din Valea Loznei. Foto: 2012

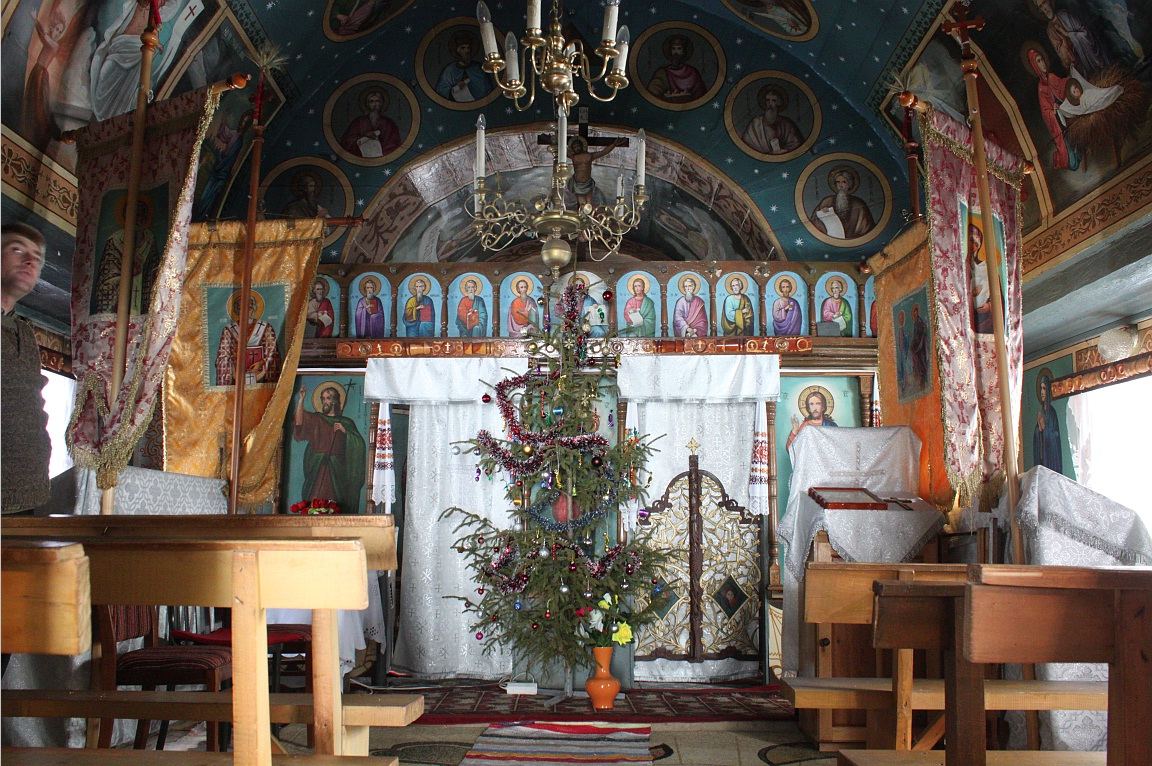
Biserica de lemn din Valea Loznei. Foto: 2012

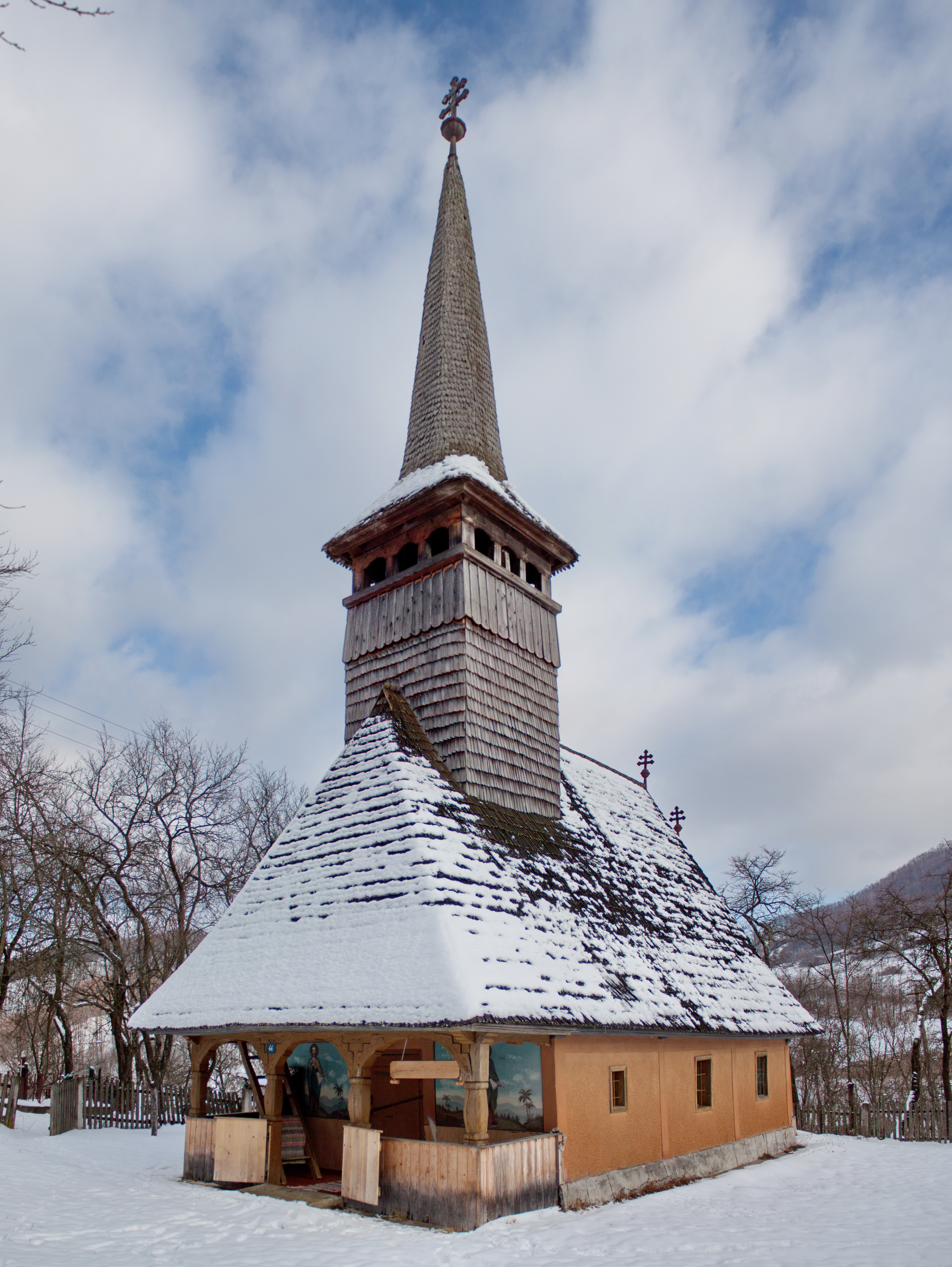
Biserica de lemn din Valea Loznei. Foto: 2012

Biserica de lemn din Valea Loznei, vechi lăcaș de cult greco-catolic, se află în localitatea omonimă din județul Sălaj și datează aproximativ din anul 1870. Biserica nu este cuprinsă pe lista monumentelor istorice cu toată valoarea ei de a ilustra un context istoric deosebit, surprins în documente de arhivă.

## Istoric
În anul 2006 o serie de documente aflate la Direcția Județeană Cluj a Arhivelor Statului referitoare la preoții, bisericile și parohiile greco-catolice din Transilvania la mijlocul secolului al XIX-lea au fost publicate iar printre acestea regăsim și solicitarea comunității din Valea Loznei de a-și edifica o biserică. Pentru a ilustra cât mai fidel importanța acestui document pentru procesul de construire al bisericilor din aceste parohii mărginașe, așa cum era și satul Valea Loznei, redăm în întregime acest document:
„Ilistrisime doamne episcoape și preavenerat și sânt Consistoriu!

Umiliți subscrișii locuitori din Valea Loznei, cu cea mai adâncă reverință îndrăznim a ne roga să vă îndurați a ne îmbucura cu binecuvântarea la întreprinderea noastră să ne putem edifica și noi baserica în Valea Loznei din următoarele motive:
1.	Noi în Valea Loznei, fiind acolo mutați din Lozna și Preluci, suntem de acelea comune în depărtare de 11/2 miliare.
2.	Calea de a merge prin comunele noastre duce prin valea care de foarte multe ori debe a o trece și e periculoasă mai peste tot anul.
3.	Fiind așa depărtați, ma fiind săraci, căci numai cei săraci au eșit din sate, și așa goi, la bisericele din Lozna și Preluci, parte pentru frig, tempestăți rele, parte pentru golătate, a merge nu potem; dorere se află între noi dintre cei mai tineri care niciodată au avut fericire de a se îndulci de auzirea sântei liturghii.
4.	Avem materialu adunat și dăruit din proprietatea doamnei Mezei; ne-au fogădit și 40 fr. v.a. numai dacă ne vom apuca de lucru.
5.	Fiindcă am avut grație a dobândi și edificarea școalei noastre locale care acum e gata și așa s-ar cuveni ca să se crească pruncii nu numai în școală ci și în baserică.
6.	Fiind noi fii credincioși supuși sufletește, parte la preotul din Preluci, parte la cel din Lozna, așa ar fi și cu înlesnire ca la a treia duminecă să ne îndulcească cu s. liturghie preotul din Preluci și tot la 3-a cel din Lozna și așa am gusta și noi dulceața s. baserici, fără de a pătimi ceva scădere parohiile noastre mate în celea sufletești.
7.	Ba, fiind noi la număr 330 suflete, nici le-ar fi ertat domnilor preoți a ne ține de tot lipsiți de darurile sântei religiuni, pentru făcânda usteneală a domniilor sale tot la a 3-a duminică a călători până la baserica noastră în Valea Loznei.
8.	Noi am cumpărat loc pentru înmormântarea corpurilor răposate, precum dovedește contractu aici alăturat.
9.	Am cumpărat loc foarte plăcut pentru edificarea s. baserici, de care loc sunt departe alte edificații, dovedește contractul aici alăturat.
După care espunere, cucernicește ne rogăm ca să vă îndurați în intresul creșterii moralei-religioase a poporimei noastre din Valea Loznei a ne binecuvânta întreprinderea noastră la una nouă edificândă baserică în Valea Loznei; cu fiască și adâncă umilință rămânem s. mărimei voastre plecați fii sufletești.
Signat, Valea Loznei, în 28 decembrie 1866 s.v.”
Cererea credincioșilor din Valea Loznei, semnată de prim-curator, inspectorul școlar, doi jurați și alți 62 săteni prin tragerea semnului crucii, trebuie să fi fost aprobată căci documente ulterioare atestă în această localitate o biserică contruită în anul 1870. După numai aproape 30 de ani de la edificarea bisericii aceasta avea nevoie deja de reparații. Printre documentele păstrate în arhivele protopopiale se regăsește și adresa comunității din Valea Loznei din anul 1899 prin care se cere aprobare pentru reparările necesare la acoperișul bisericii. În acest sens costurile acestei reparații se repartizează la familiile credincioșilor, împărțite în trei categorii: prima categorie – 1 fl., a doua categorie – 60 cr., a treia categorie – 40 cr. O serie de inventare, păstrate în arhivele protopopiale redau înzestrarea cultică și starea bisericii de lemn din Valea Loznei în primii ani ai secolului XX. Aceste inventare întocmite în anii 1901, 1915 și 1922 surprind dincolo de graiul local folosit la începutul secolului și eforturile comunității de înnoire.
„Biserica e de lemn are boltitură de scânduri. Are 6 feresti. Ușile bisericei au țîțîni bune zar și cheie. Biserica peste tot e podită pre jos și acoperișul e bun și în stare bună preste tot edificiul. Lungimea edificiului e de 12 metri; ér lățimea de 6 metri. În altariu se află mésa altariului de lemn învelită cu 2 învelitóre. Pre altariu se află tabernaclul în care se păstréză S. Cuminecătură în ciboriu de aramă. Pre altariu stă o cruce de argint 2 icóne una a S. Treimi, una a D.N. Is. Christos. Se mai află pre altariu 6 sfecinice de aramă și 4 crucițe de aramă. Antimisul e sânțit de Episcopul Ioan cândva Alexi în a. 1858. Se mai află o evangelie bine legată și tipărită la 1770, un liturgicon bine legat cu litere latine ediție nouă, un liturgicon cu litere cirile în legătură vechiă, un molitevnic vechiu cu litere cirile. Se află 4 rânduri de vestminte bisericesci cu cele aparținetóre de ele felone, stichare, epitrahire, manecări și bréé dintre care numai 3 sunt folosivere er unul nu, între aceste se află și un rĕnd de vesminte negre de catifé. Se mai află în altariu 2 scaune, unul de spetéză și unul de lemn, dóue cădelnițe de aramă, un clopoțel, un mucariu de fier, un vas de fier de adus foc și o lăcruță de aramă pentru ținerea tămâiei. În altariu este mésa punerii inainte (a proscomediei) învelită cu o învelitóre de pânză pre care stă: un potir de aramă aurit cu auritura în mică parte stersă de pre fund precum și un discos asemenea cu auritura stérsă de pre mijloc. Abai sunt 2 sticluțe pentru ținerea mirului și a oleului, o sticlă pentru vin și un pochal pentru apă. Se află încă un sfecinic de plev, 2 purificatóre cu geolgiu, o copie de fer, și două lingurițe. Mai departe în altariu se află un stergariu de mână, 2 tăiere pentru anaforă de plev, una ladă pentru ținerea luminelor și eventual a tămâiei. În biserica bărbaților este iconostas întreg făcut în 1870 deodată cu biserica, 2 strane pentru cântăreți în cari se află următoarele cărți: Un mineiu legat și cu litere cirile din 1838, un orologiu mare, un apostolier cu litere cirile din 1851, un catavasier, un triod, un octoih mare, un strasnic bine legat, un Pentecostar mic legat în 1889 și o căzanie nelegată. Înaintea iconostasului se află o mesuță pre carea stau: icónă cu s-ta Vergura Maria și una mai mică tot cu prea curata Vergură și o cruce de lemn. Se mai află în biserica bărbaților 4 scaune cu ședut cu spate de lemn, 4 prapore și 2 lavițe și un sfecinic de aramă. În biserica femeilor se află 25 icóne, cari tóte au rame, ér sticlă numai unele. Se află o măsuță învelită cu 3 făscuse pre care stau o cruce de lemn, un sfecinic de aramă, una evangelie vechiă, două lavițe și o pixidă de lemn cu țîțîni și lăcată. În turnul bisericei sunt 2 clopote unul de 88 chlgr., ér altul de 78 chlgr. Se mai află o restingnire în Cemeteriul bisericei.”
În inventarul din 23 Aprilie 1945, biserica este evaluată la 1000 pengö. Pentru biserica de lemn din Valea Loznei, din formularul de asigurare întocmit la 15 Decembrie 1914 aflăm că biserica avea lungimea de 13 m, era lată de 5,75 m, înalțimea pereților este de 2,3 m, pereții fiind din lemn, acoperișul din șindrilă, turnul din lemn, acoperit și acesta cu șindrilă, valoarea de asigurare fiind de 2000 coroane. În anul 1917 credincioșii din Valea Loznei trimit o adresă propotopului căruia îi solicită să sfințească biserica în data de 27 Octombrie a aceluiași an, ca urmare a lucrărilor aduse bisericii: un padiment nou și repararea ferestrelor. 
Cât privește informațiile păstrate în arhiva parohială, acestea sunt relativ puține dar importante pentru a înțelege evoluția acestui edificiu de cult. Începutul anilor '70 aduce, în conformitate cu instrucțiunile Departamentului Cultelor acțiunea de cercetare și catalogare a bunurilor cu valoare istorică și documentară existente la nivelul fiecărei parohii sau filii din țară. Inventarele întocmite cu această ocazie erau însoțite de un istoric al bisericii precum și o fotografie a acesteia.
Din aceste documente datate în 1974, păstrate în arhiva parohială aflăm că biserica din Valea Loznei a fost edificată în anul 1870 din lemn de ștejar, informație păstrată și în pisania de pe fațada balconului. Inițial biserica a fost acoperită cu șindrilă schimbată în mai multe rânduri. La intrare deasupra ușii se găsea sculptată în lemn o cruce simplă. Altarul are formă octogonală (de fapt este de vorba de o absidă decroșată cu cinci laturi) iar turnul este înalt de 15 metri. Altarul este în colțuri și nu are decât două uși. Biserica are pridvor în partea de vest însă nu prezintă cioplituri decorative. În interiorul bisericii nu se aflau icoane cu valoare istorico-documentară. Pe iconostas existau icoane noi donate de credincioși. Pereții și bolta păstrau la acea dată vechea pictură dar fumul depus a deteriorat-o încât de-abia se mai cunoaștea. Pe fațada balconului se păstrau scrise numele meșterilor în lemn după cum urmează: Roman Irimie din Vima, Irimuș Ioan din Valea Loznei și Pop Vasile din Cozla. Pictura s-a făcut în anul 1870, epitropi fiind: Dumitru Balint, Grigore Pop, Petre Pocol, Mihai Sava și Nicu Dragoșin. În anul 1967 exteriorul bisericii a fost tencuit. Biserica are o lungime de 12 metri și nu este declarată monument istoric.

## Trăsături

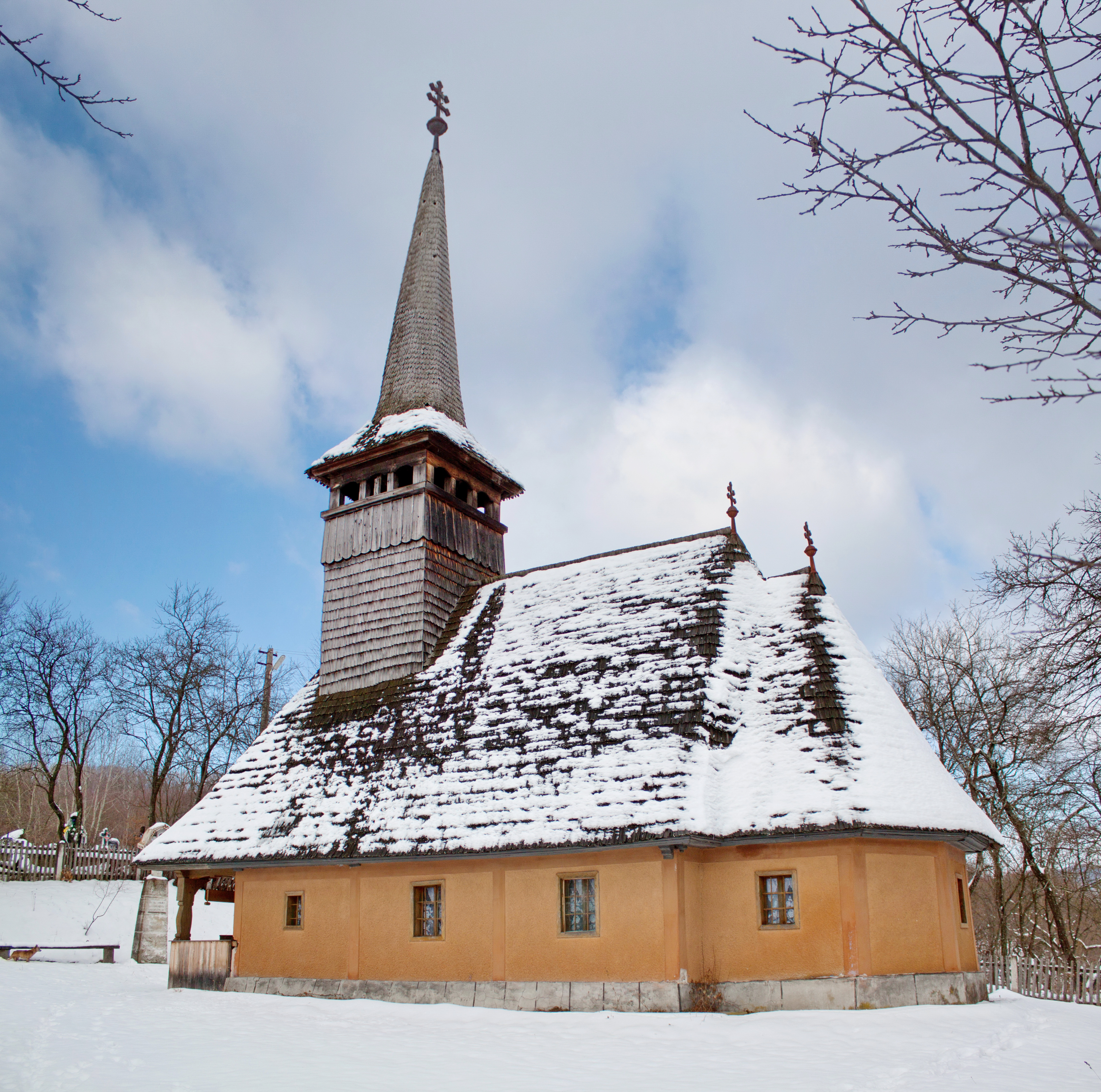
Biserica de lemn din Valea Loznei. Foto: 2012

Azi, biserica de lemn din Valea Loznei continuă să își îndeplinească scopul pentru care a fost construită. Deși pereții exteriori au fost tencuiți după moda vremii, cu spații delimitate de pilaștrii ușor scoși în afara planului pereților la fel ca și la biserica de lemn din Cuciulat, biserica și-a păstrat proporțiile frumoase. 
Sub aspect planimetric edificiul se caracterizează printr-un plan dreptunghiular terminat în partea de răsărit cu o absidă decroșată cu cinci laturi. Spre vest se află pridvorul care adăpostește intrarea. Stâlpii groși, profilați, câte doi de fiecare parte a intrării, specifici zonei, susțin cosoroaba bisericii. Intrarea în biserică se face tot pe latura de vest, în axul bisericii. Din pridvor se ajunge în pronaosul bisericii. Acesta este delimitat spre răsărit de peretele despărțitor ce se află spre naos și are lățimea de 5,2 m și lungimea de 2,44 m. Peretele ce desparte pronaosul de naos are practicate fante, susținute prin șapte baluștrii pe fiecare parte a intrării în naos pentru a facilita urmărirea slujbei religioase. Naosul, de formă aproape pătrată, cu lățimea de 5,2 m și lungimea de 5,09 m constituie cea mai mare încăpere a bisericii. Accesul din naos spre altar se face prin cele două intrări deja menționate. Cu o lungime de aproximativ 2,82 m, absida altarului are o lățime de 3,72 m și este acoperită de o mică boltă semicilindrică, ușor retrasă încheiată pe latura de răsărit printr-un timpan. Cât privește spațiul naosului, acesta este acoperit de boltă semicilindrică înaltă de 4,17 m în timp ce pronaosul are o înălțime de doar 1,81 m, fiind tăvănit cu scânduri de brad. 
Acoperișul bisericii, din șindrilă, sporește farmecul bisericii. Acesta nu este unitar, deasupra absidei altarului fiind ușor mai scund. Spre vest, deasupra pronaosului se află turnul-clopotniță ce adăpostește clopotele bisericii. Este învelit și acoperit tot cu șindrilă și are galeria turnului deschisă, parapetul acesteia fiind ușor ieșit în afară. Coiful turnului, cu o bază pătrată se prelungește având în a doua sa parte o secțiune octogonală. În vârful turnului, în capătul coamei acoperișului precum și deasupra altarului se află câte o cruce dublă, din metal.
Pictura bisericii a fost refăcută în anii 1985-1986 fiind astfel acoperită pictura inițială a bisericii. Programul iconografic, relativ modest, surprinde în pronaos figurile câtorva sfinți cuvioși: Moise Harapul, Meletie, Maxim, Daniel, Arsenie și Atanasie. Pe peretele despărțitor, tot în pronaos sunt redate în medalioane circulare sfintele: Filoftia, Parascheva și Irina. În naos sunt redați o serie de sfinți cuvioși sau sfinți mucenici: Teodul, Hritodul, Isaia, Gheorghe, Macarie, Varlaam, Ioan Scărarul, Dimitrie. Bolta naosului este împodobită cu scene din viața lui Isus Cristos, cu chipul celor patru evangheliști redați în medalioane circulare în partea superioară a bolții. În centrul ei este redat Isus Cristos binecuvântând, Sfânta Treime și Maica Domnului. Iconostasul are în registrul inferior trei icoane, Sf. Ioan Botezătorul, Maica Domnului și Isus Cristos. Ușile împărătești sunt realizate din lemn traforat și aurit fiind redate elemente vegelate. În centrul fiecărei uși, într-un medalion romboidal este pictat câte un serafim. În registrul superior al iconostasului sunt redații sfinții Apostoli avându-l în centru pe Isus Cristos. Deasupra iconostasului este redată Răstignirea. Timpanul semicilindric care închide bolta naosului spre altar este decorat cu medalioane circulare în care sunt redați prooroci din Vechiul Testament. În absida altarului se regăsesc pictați sfinții părinți: Grigore, Spiridon și Ioan. Timpanul ce închide bolta altarului este împodobit cu scena Cinei cea de Taină iar pe boltă este redată Maica Domnului cu Isus copil în brațe însoțită de îngeri.
Biserica de lemn din Valea Loznei este specifică pentru zona și vremea în care a construită. Cel puțin unul dintre meșteri a fost localnic iar acesta trebuie să fi cunoscut bine biserica de lemn din Lozna, biserică care pare să fi impus în zonă modelul pridvorului pe latura de vest cu patru stâlpi masivi. Este păcat că nu s-au păstrat informații precise cu privire la contribuția fiecărui meșter întrucât biserica de lemn din Valea Loznei are o anume particularitate: este cea mai recentă biserică contruită din lemn cu doar două intrări în absida altarului, caracteristică considerată de specialiști la un moment dat a fi expresia vechimii edificiului. Această ipoteză, ulterior infirmată tocmai de cunoașterea tuturor bisericilor de lemn din Sălaj dovedește prin intermediul bisericii de lemn din Valea Loznei că această veche tradiție este continuată pe Valea Someșului sălăjean până în a doua jumătate a secolului XIX. 
La data edificării bisericii din Valea Loznei, în satul de proveniență al meșterului Pop Vasile, Cozla deja exista o biserică de zid dar trebuie spus că această localitate avea să se bucure de un oarecare renume în ceea ce privește construirea de biserici, tot din Cozla provenind și meșterul Grigore care în anii 1902-1903 construiește biserica de lemn din Ceaca, Sălaj. Din Vima Mică, satul celui de-al treilea meșter provenea și zugravul Petre Bode care picta în 1826 biserica de lemn din Măgura, Sălaj. Tot în Vima Mică, o biserică de lemn se păstrează până în zilele noastre. Astfel, fie prin intermediul bisericii din localitatea de origine fie prin intermediul altor biserici aflate pe valea Someșului sălăjean, meșterii care au ridicat biserica din Valea Loznei trebuie să fi fost obișnuiți cu această soluție cu două intrări de rezolvare a accesului în absida altarului, soluție adoptată și în cazul bisericii din Valea Loznei.

## Imagini din exterior

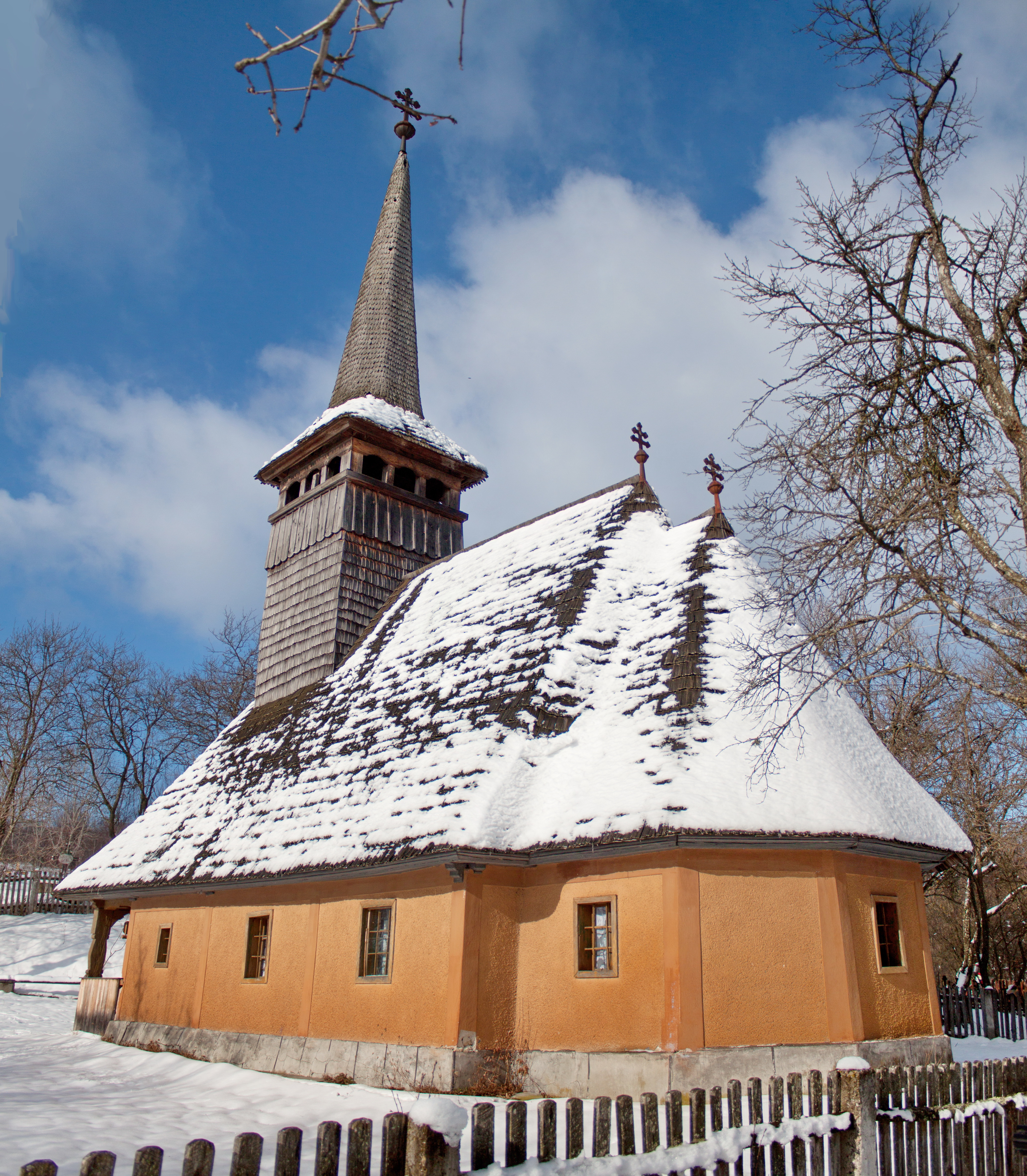
Vedere de ansamblu